# Arnaud de Villeneuve (croisade)
 (août 2009).
Si vous disposez d'ouvrages ou d'articles de référence ou si vous connaissez des sites web de qualité traitant du thème abordé ici, merci de compléter l'article en donnant les références utiles à sa vérifiabilité et en les liant à la section « Notes et références ».
Pour les articles homonymes, voir Arnaud de Villeneuve.
Arnaud de Villeneuve, Raimond de Villeneuve et Pons de Villeneuve sont trois frères de la famille de Villeneuve, chevaliers languedociens ayant participé aux croisades en Terre Sainte.

## Histoire
En 1248, les trois frères suivent le comte de Poitiers, Alphonse de Poitiers, qui part en croisade en Terre sainte. Un an plus tard, ils se rallient tous trois aux troupes du comte de Toulouse. En remerciement de leur bravoure au combat, le roi Saint Louis rend en leur faveur une sentence au camp de Joppé en décembre 1252.
Pour subvenir aux frais de la croisade, ces chevaliers avaient aliéné la ville de Fontsorbes à l'Ordre de Saint-Jean de Jérusalem.
Un autre membre de leur famille, Pierre V de Villeneuve, fut du nombre des seigneurs languedociens qui suivirent le malheureux vicomte Raimond II Trencavel en Palestine. Il prit ensuite part à la huitième croisade en 1270, ainsi que le mentionne Jean de Joinville, et mourut devant Tunis.

## Héraldique
Les trois frères portaient : De gueules, à une épée antique d'argent montée d'or, jetée en bande la pointe en bas.